# John Benbow
John Benbow (10 marzo 1653 – 4 novembre 1702) è stato un ammiraglio inglese, fu comandante in capo della Jamaica Station a Port Royal dal 1701 fino alla morte nel 1702.
Si unì alla marina all'età di 25 anni, prendendo parte alle azioni contro i pirati algerini per poi unirsi alla marina mercantile dove rimase fino ai tempi della Gloriosa Rivoluzione del 1688, dopodiché tornò alla Royal Navy.
Benbow combatté contro Francia durante la Guerra dei nove anni (1688-97), comandando diverse navi inglesi e prendendo parte alle battaglie di Battaglia di Beachy Head (1690), Battaglie di Barfleur e La Hogue nel 1690 e nel 1692. Raggiunse la fama durante le campagne contro Salé e i pirati mori; per l'assedio di Saint-Malo; e combattendo nelle Indie Occidentali contro la Francia durante la Guerra di successione spagnola (1701-1714).
La fama e il successo di Benbow gli valsero la promozione ad ammiraglio e il comando della Jamaica Station. Ebbe un incidente durante uno scontro navale nell'agosto 1702. Alcuni suoi capitani lo abbandonarono mentre guidava uno squadrone di navi e lui stesso fu gravemente ferito. Benbow istituì un tribunale che condannò all'incarcerazione o alla condanna capitale i capitani coinvolti. Benbow morì pochi mesi dopo per i postumi della ferita.

## Biografia

### La famiglia
Benbow nacque da William e Martha Benbow. L'astrologo John Partridge registrò l'ora esatta e la data della sua nascita come a mezzogiorno del 10 marzo 1653, e questa è la data usata dal National Museum of the Royal Navy, l'Enciclopedia Britannica, e i resoconti storici locali di Joseph Nightingale pubblicati nel 1818. Una biografia all'interno di una pubblicazione del 1819 di The Gentleman's Magazine, tuttavia, registra in una breve biografia intitolata Life and Exploits of Admiral Benbow di D. Parkes che nacque nel 1650, così come i re del Mare del 1861 e gli eroi navali di John George Edgar. Edgar riporta che il padre di Benbow morì quando Benbow era molto giovane, mentre il racconto di Parkes descrive suo padre come al servizio dell'esercito sotto Carlo I d'Inghilterra posticipandone la morte a quando Benbow era adolescente. L'Enciclopedia Britannica scrive che il padre di Benbow era in realtà un conciatore.

### I primi anni
Benbow entrò nella Royal Navy il 30 aprile 1678, all'età di 25 anni. Divenne Master's mate a bordo della HMS Rupert, nave da 64 cannoni sotto il comando del capitano Arthur Herbert, mentre si trovava a Portsmouth. Salpò con essa per il Mediterraneo, dove Herbert fu promosso al grado di viceammiraglio mentre prestava servizio sotto il Commander-in-Chief, Mediterranean Sea, l'ammiraglio Sir John Narborough. Durante questo periodo la flotta inglese era spesso in azione contro i corsari barbareschi del Nord Africa che stavano attivamente predando il trasporto marittimo europeo. La stessa HMS Rupert catturò una nave da guerra algerina nel 1678, che fu in seguito inserita nella Royal Navy come HMS Tiger Prize. Benbow si distinse in una serie di azioni contro le navi algerine, e ottenne l'approvazione di Herbert. Al ritorno di Narborough in Inghilterra, Herbert fu nominato Commander-in-Chief, Mediterranean Sea, e il 15 giugno 1679 fece imbarcare il mastro Benbow a bordo della HMS Nonsuch sotto il comando del post-capitano Francis Wheler. La Nonsuch sarebbe rimasta a Tangeri e al largo delle coste africane. I capitani successivi, tra cui George Rooke, Cloudesley Shovell e Francis Wheler, rimasero impressionati da Benbow, e in seguito lo aiutarono a far progredire la sua carriera.
La HMS Nonsuch fu presto in azione l'8 agosto 1681, questa volta contro la nave da guerra algerina Golden Horse. Golden Horse, che era stata ingaggiata dalla HMS Adventure, sotto il comando del capitano William Booth, si arrese quando la Nonsuch arrivò sulla scena. Sorse poi una controversia sulla questione del premio in denaro e su come dovrebbe essere ripartito tra l'equipaggio della "Nonsuch'"' e quello dell'Adventure. Nelle intemperanze che seguirono Benbow fu uno dei protagonisti e fu deferito alla corte marziale Benbow fu condannato a pagare tre mesi di paga, per un totale di 12.15 pound, all'equipaggio dell'HMS Adventure, e di chiedere il perdono al capitano Booth a bordo dell'HMS Bristol, dichiarando di aver parlato senza alcun intento maligno.

### Con la marina mercantile
Quando la Nonsuch tornò in Inghilterra il 9 novembre 1681, Benbow lasciò la Marina e entrò nel servizio mercantile, navigando da Londra e Bristol verso i porti in Italia e Spagna. Nel 1686 era un "esperto marinaio mercantile" oltre che proprietario e comandante di una fregata di nome Benbow, specializzata nel commercio con il Levante. Nel maggio 1687 era al comando della nave mercantile, Malaga Merchant quando fu assalito dai corsari barbareschi di Salé, Benbow imbastì subito una efficace difesa e respinse l'attacco. Si disse in seguito che avesse tagliato e salato le teste di tredici mori uccisi a bordo della sua nave, e portati a Cadice per chiedere una ricompensa ai magistrati.
Un Kufi moresco, "rivestito con vernice e argento", recante l'iscrizione "First adventure of Captain John Benbow, and gift to Richard Ridley, 1687", è citato nel 1844 da Charles Dickens in Bentley's Miscellany dove parla della storia di Shrewsbury.

### Il ritorno nella Royal Navy

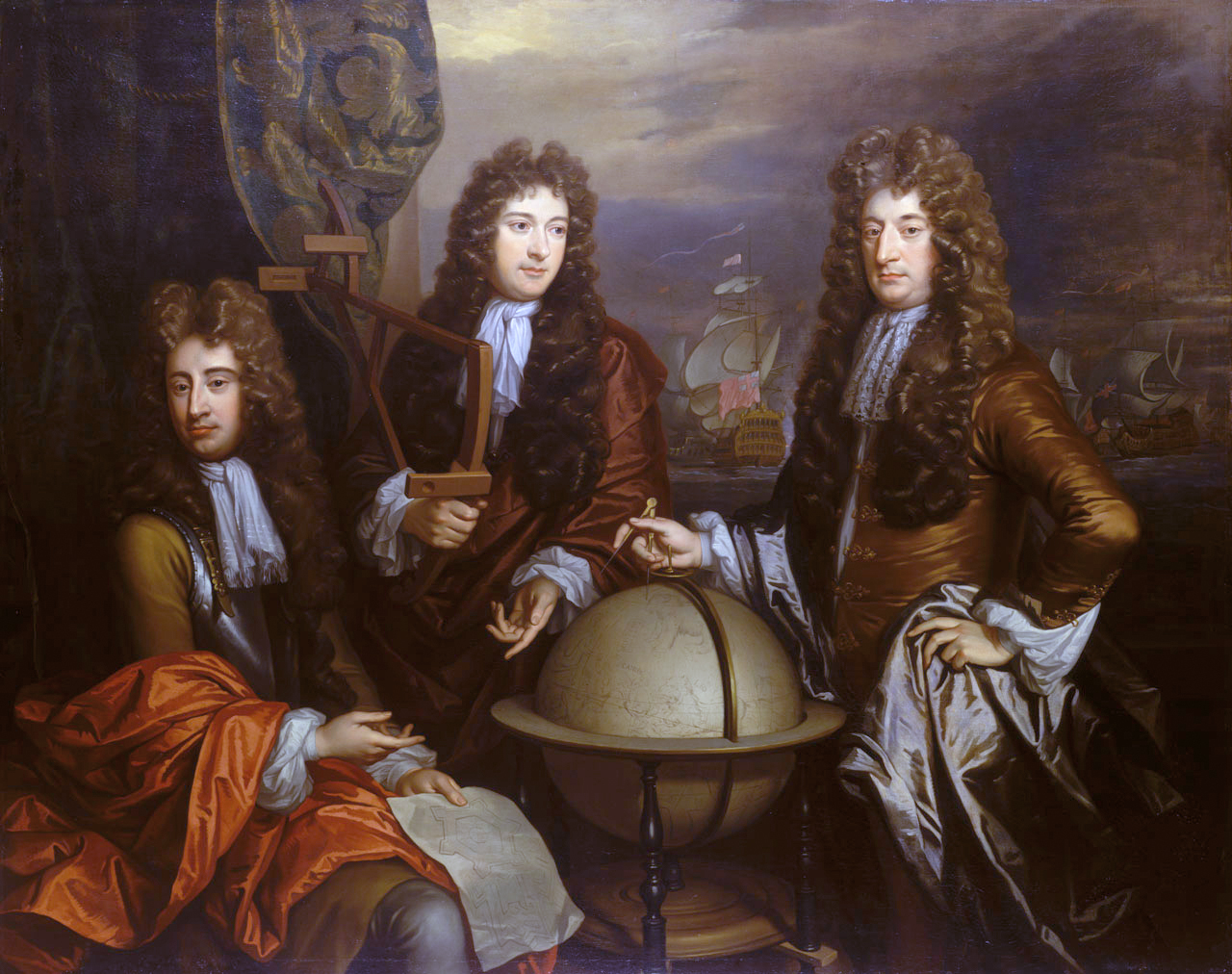
Il triplo ritratto di Thomas Phillips (sinistra), John Benbow (centro) e Sir Ralph Delaval (destra). Le tre più importanti figure della flotta britannica contro le coste nord francesi nel periodo 1692–93.

Benbow tornò in Marina solo dopo la Gloriosa Rivoluzione nel 1688. Nominato terzo tenente, come primo incarico fu destinato sulla HMS Elizabeth il 1º giugno 1689, sotto il comando del capitano David Mitchell. Il suo primo comando arrivò il 20 settembre dello stesso anno, quando fu nominato capitano della HMS York. Fu poi trasferito alla HMS Bonaventure il 26 ottobre e poi alla HMS Britannia il 12 novembre.
L'incarico successivo di Benbow fu come Master Attendant ai cantieri Chatham Dockyard, fu poi trasferito sempre come Master Attendant presso Deptford Dockyard all'inizio di marzo 1690, carica che mantenne ad intermittenza per i successivi sei anni. Fu poi Master della HMS Sovereign of the Seas nell'estate del 1690, sotto il suo vecchio comandante Arthur Herbert, ora Lord Torrington.
Fu incaricato come maestro della flotta, e prese parte alla Battaglia di Beachy Head che vide la sconfitta britannica. Dopo la sconfitta, una Commissione Reale indago sulle circostanze che l'avevano provocata. Benbow era molto considerato come specialista in navigazione, e le prove da lui fornite nel luglio 1690 all'indagine preliminare favorirono fortemente il suo vecchio patrono, Torrington. Tuttavia non testimoniò durante il processo alla corte marziale di Torrington nel dicembre di quell'anno.
Benbow continuò il servizio a bordo della HMS Sovereign of the Seas per tutto il 1691, e nell'estate del 1692, fu di nuovo Master della flotta, questa volta sotto l'ammiraglio Edward Russell, I conte di Orford, poi a bordo di HMS Britannia. Benbow lavorò a stretto contatto con il suo vecchio collega David Mitchell, poi servì come primo capitano di Russell, e [Josiah Burchett], impiegato di Russell. Benbow potrebbe aver consigliato a Russell di prendere il Passaggio del Gabbiano all'interno delle Goodwin Sands a Le Dune, dove si collegarono con le forze olandesi.
Benbow servì come Master della flotta durante le battaglie di Barfleur e La Hogue. Dopo le battaglie, Benbow tornò a Deptford per riprendere i suoi compiti, trascorrendo un breve periodo a HMNB Portsmouth aiutando a supervisionare le riparazioni della flotta.

### Con la flottiglia da bombardamento
Benbow, durante la Guerra dei Nove Anni, tornò al servizio navale attivo nel settembre 1693, unendosi a Thomas Phillips, il secondo ingegnere dell'ordigno, nel comandare congiuntamente una flottiglia di bombarde per attaccare Saint-Malo. Benbow è a bordo della HMS Norwich da 48 cannoni quando il 16 novembre iniziò il bombardamento. Il bombardamento continuò ad intermittenza fino al 19 novembre, quando un grande Brulotto forzò il porto. Nonostante il tentativo di portarlo lungo le mura della città, si arenò. Data alle fiamme, esplose. Nonostante il fallimento del piano iniziale, causò un certo danno, e le forze di Benbow occuparono il forte su Quince Rock, recuperando artiglieria e prendendo diversi prigionieri che furono condotti a Guernsey. Benbow, insoddisfatto del risultato generale, portò il capitano Henry Tourville davanti alla corte marziale, accusandolo di codardia per non aver portato la sua nave sulla linea del fuoco. Non ci fu alcuna condanna, dato che le bombarde si erano dimostrate difettose.
L'esperienza di Benbow lo portò ad essere assegnato ad una flottiglia, questa volta schierata contro Dunkerque sotto il comando del viceammiraglio Shovell. Un certo numero di navi mercantili convertite in brulotti ma progettate per esplodere piuttosto che bruciare, furono assegnate alla spedizione. Benbow ebbe un ruolo nella preparazione di queste navi per l'operazione del 1694, e lavorò a stretto contatto con Willem Meesters. L'attacco era previsto per il 12 e 13 settembre. Tuttavia, i francesi furono in grado di bloccare l'ingresso al porto, impedendo all'ingresso dello squadrone di Benbow, e una tempesta interruppe ulteriormente le operazioni. Benbow si ritirò da Dunkerque e salpò per Calais, dove effettuò un ulteriore bombardamento il 27 settembre. Tornò al Downs e poi riprese i suoi doveri a Deptford Dockyard. Passò dicembre organizzando un convoglio per una flotta di navi mercantili che salpò per Cadice.

### La nomina ad ammiraglio

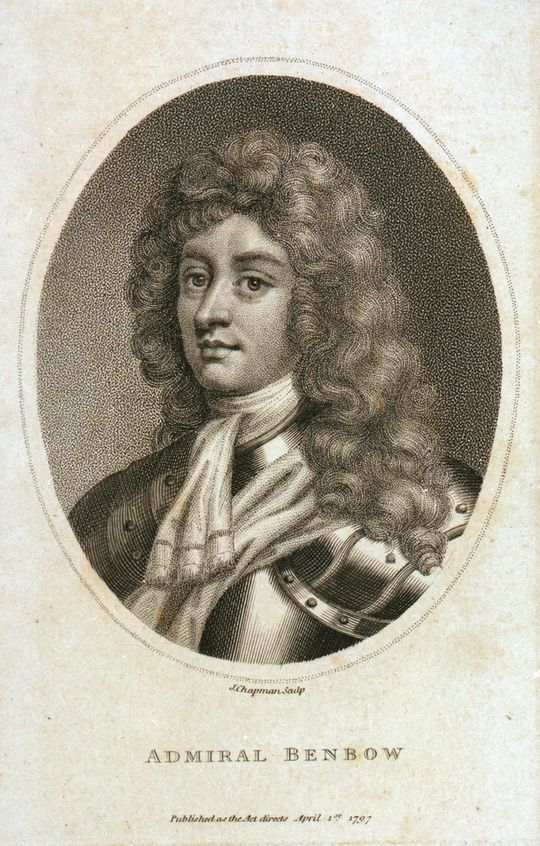
Benbow ammiraglio, ritratto da John Chapman nel 1797

Benbow nel 1695 fu presto di nuovo in mare, essendo nominato comandante in capo delle navi di Sua Maestà che erano allora al largo delle coste della Francia. Il suo squadrone riportò un grande successo, catturando un certo numero di mercantili francesi all'inizio di aprile e portandoli in Inghilterra come premi. Benbow fu raccomandato da John Berkeley, 3 Barone di Berkeley of Stratton, che aveva servito con Benbow a Saint-Malo, per essere promosso a contrammiraglio, e nel frattempo è stato nominato al comando della nave da 70 cannoni HMS Northumberland.
Fu presto raggiunto da John Benbow il figlio quattordicenne che si era arruolato volontario. Benbow salpò con Berkeley e il tenente-ammiraglio olandese Philips van Almonde a Saint-Malo, con l'intenzione di operare come corsari nelle operazioni in corso dalla zona. Benbow si trasferì al comando della HMS Charles Galley, per dirigere le operazioni costiere di dieci navi da guerra inglesi e olandesi, nove bombarde inglesi e diciassette piccole imbarcazioni e navi. Iniziarono le operazioni al loro arrivo al largo di Saint-Malo il 4 luglio, durando fino alla sera del giorno successivo quando si ritirarono, senza aver raggiunto alcun risultato decisivo. Diverse case erano state distrutte ed erano state perse alcune bombarde.
Benbow ebbe il comando di otto bombarde e sette o otto fregate e inviato lungo la costa. Ha attaccato Granville l'8 luglio, bombardandola con oltre 900 bombe per diverse ore, e partì dopo aver dato fuoco alla città.
L'esito delle operazioni aveva lasciato Benbow in una relazione tesa con i suoi superiori diretti. Berkeley era stato accusato di eccessiva timidezza nelle sue azioni, che era accusato di aver portato al fallimento l'attacco a Dunkerque. Benbow, d'altra parte, era ampiamente lodato per i suoi impavidi attacchi costieri con le sue bombarde. Tuttavia l'Ammiragliato approvò la condotta di Benbow ed ordinò che «fosse pagato come retroammiraglio durante il tempo impiegato questa estate sulla costa di Francia [...] come ringraziamento per il buon servizio.».
Benbow fu poi nominato nel grande comitato di sessanta uomini per supervisionare i piani per il Greenwich Hospital nel dicembre 1695, ma la questione si protrasse fino al 1º maggio 1696. L'Ammiragliato intervenne di nuovo e Benbow fu promosso e nominato comandante in capo dello squadrone prima di Dunkerque come retroammiraglio per tutta la durata della spedizione a bordo della HMS Suffolk da 70 cannoni. I suoi ordini erano di proteggere la navigazione inglese e olandese, in particolare dallo squadrone del corsaro Jean Bart. Bart riuscì ad eludere l'inseguimento, fuggendo a Dunkerque mentre la forza di Benbow si avvicinava.
Benbow fu nominato al comando di uno squadrone nei Soundings nel dicembre 1696. Tra marzo e agosto 1697 effettuò numerose crociere, proteggendo il commercio alleato e scortando le flotte mercantili dell'India occidentale e della Virginia in porto. Queste attività segnarono l'ultima spedizione navale inglese della guerra. Svolse anche attività di ricognizione sulla flotta francese in porto in Brest nel mese di luglio, prima di riprendere le operazioni di pattugliamento al largo di Dunkerque, questa volta in concerto con un certo numero di navi olandesi sotto il contrammiraglio Philips van der Goes, fino alla fine della guerra nel settembre 1697

### Nelle Indie Occidentali
Benbow fu nominato comandante in capo delle navi del re nelle Indie Occidentali il 9 marzo 1698 e incaricato di contrastare la pirateria. Salpò a novembre, la prima tappa lo portò da Portsmouth a Madeira. Navigando sotto la sua protezione dai pirati di Salé c'era l'HMS Paramour, sotto l'astronomo Edmond Halley, in missione in Nord Atlantico per effettuare esperimenti e per osservare le declinazioni magnetiche. Benbow raggiunse le Barbados nel febbraio 1699, e si spostò nella Spanish Main a bordo della sua nave ammiraglia, la HMS Gloucester da 60 cannoni. Minacciò il governatore di Cartagena con un blocco, costringendolo a riparare due navi mercantili inglesi che aveva requisito. Queste navi erano destinate a prendere parte a una spedizione contro lo Schema di Darién scozzese nel Golfo di Darién vicino a Panama. Senza le navi, questo divenne impossibile e i coloni furono momentaneamente salvati. Questo era in contrasto con il desiderio del governo inglese di vedere la fine degli sforzi di colonizzazione scozzese, e a giugno Benbow e gli altri governatori delle Indie Occidentali ricevettero l'ordine di "non assistere la colonia scozzese a Darien.
Benbow poi salpò verso il nord fino a Terranova e Labrador al fine di scacciare i pirati, ma questi riuscirono ad eludere gli sforzi britannici. Benbow tornò in Inghilterra nell'estate del 1700, e fu nominato al comando di una flotta nel Downs. Benbow vi prestò servizio fino all'estate del 1701, sotto il comando dell'ammiraglio Sir George Rooke.
Fu promosso contrammiraglio il 14 aprile, seguito dal viceammiraglio il 30 giugno. Portò la sua bandiera di ammiraglia a bordo della HMS Breda (1692) da 70 cannoni.

### L'azione del luglio 1702
Con la pace sempre più precaria, il governo inglese si preoccupò del possibile destino della flotta d'argento spagnola, che doveva arrivare nelle acque europee dall'America.
Erano preoccupati che i francesi avrebbero potuto intercettare le navi e usare il tesoro per i preparativi di guerra. A Benbow furono consegnate istruzioni segrete per trovare la flotta, e poi "per impadronirsene e portarla in Inghilterra, avendo cura che non si facesse appropriazione indebita".  Lo squadrone di Benbow fu distaccato il 2 settembre e salpò per le Indie Occidentali, arrivando il 14 novembre, e si trovava alla Jamaica Station a metà dicembre. Rimase lì per diversi mesi, venendo affiancato l'8 maggio 1702 da diverse navi sotto il capitano William Whetstone. Whetstone fu nominato contrammiraglio sotto Benbow, che era stato promosso viceammiraglio del Bianco il 19 gennaio 1702. Nel 1701 fu nominato Comandante in Capo della Jamaica Station.
Quando scoppiò la guerra di successione spagnola e la notizia raggiunse Benbow il 7 luglio. L'ufficiale distaccò Whetstone e sei navi per cercare al largo di Port St Louis in Hispaniola uno squadrone francese sotto l'ammiraglio Jean-Baptiste Du Casse, che si credeva avrebbe raggiunto il porto durante il suo viaggio a Cartagena de Indias, e da lì avrebbe potuto razziare le navi inglesi e olandesi. Dopo che Whetstone partì, Benbow prese il suo squadrone e salpò per Cartagena, sperando che lui o Whetstone avrebbero trovato Du Casse e lo avrebbe portato in battaglia

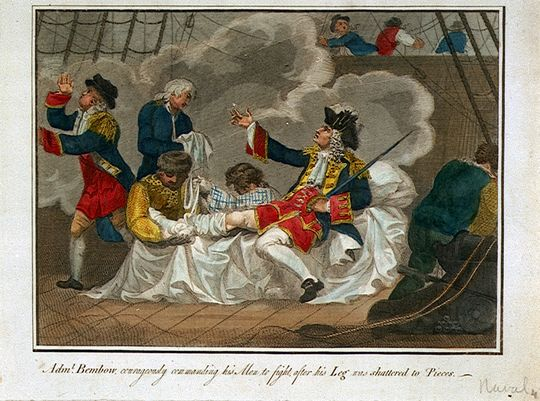
La leggenda dell'Impavido Benbow, "L'Ammiraglio Benbow coraggiosamente guida i suoi uomini in battaglia dopo che la sua gamba è stata frantumata"

Quando Whetstone raggiunse Hispaniola, Du Casse era già partito. Le forze di Benbow invece avvistarono i francesi il 19 agosto, mentre navigavano al largo di capo Santa Marta in Colombia. I francesi avevano tre mezzi di trasporto e quattro navi da guerra che trasportavano tra 68 e 70 cannoni, mentre Benbow comandava sette navi che trasportavano tra 50 e 70 cannoni.
Le forze inglesi erano fuori formazione, ed erano lente a riorganizzarsi. Raggiunsero la formazione solo alle quattro del pomeriggio, dopo di che entrarono in battaglia che durò circa due ore, e il calar della notte ne causò l'interruzione.
L'azione rivelò rapidamente a un crollo della disciplina tra i capitani di Benbow. Benbow aveva inteso che l'HMS Defiance da 64 cannoni, sotto il capitano Richard Kirkby avrebbe guidato la linea di battaglia, ma Kirkby non stava mantenendo la sua posizione. Benbow decise allora di prendere il comando da solo, e Breda avanzò, seguito dall'HMS Ruby da 50 cannoni del capitano George Walton (Royal Navy) George Walton. I due mantennero i contatti con i francesi per tutta la notte, ma le altre cinque navi si rifiutarono di proseguire. L'inseguimento seguì durò fino al 24 agosto, con solo Benbow, Walton e Samuel Vincent a bordo dell'HMS Falmouth compiendo sforzi attivi per portare i francesi in battaglia. A volte, subivano il peso del fuoco dell'intero squadrone. L'HMS Ruby fu reso inservibile il 23 agosto e Benbow le ordinò di ritirarsi a Port Royal. I francesi ripresero l'azione alle due del mattino del 24 agosto, con l'intero squadrone che si avvicinò alla Breda da poppa e la martellò. Benbow stesso fu colpito da un colpo di catena che gli ruppe una gamba e lo gettò sotto.
Benbow era determinato a continuare l'inseguimento, nonostante le sue ferite e nonostante l'arrivo del capitano Kirkby a bordo, che tentò di convincere Benbow ad abbandonare l'inseguimento. Benbow convocò un consiglio di guerra, e gli altri capitani accettarono, firmarono un documento redatto da Kirkby che dichiarava di credere "che dopo sei giorni di battaglia lo squadrone non avesse abbastanza uomini per continuare e che c'erano poche possibilità di un'azione decisiva, dato che gli uomini erano esausti, c'era una generale mancanza di munizioni, le attrezzature e gli alberi delle navi erano gravemente danneggiati, e i venti erano generalmente variabili e inaffidabili." Raccomandarono di interrompere l'azione e di seguire i francesi per vedere se la situazione fosse migliorata. Benbow aveva "visto il comportamento vile di alcuni di loro prima, [e] aveva ragione di credere che o avevano un disegno contro di lui o di essere traditori del loro paese se fosse capitata l'opportunità per i francesi di distruggere l'ammiraglio". Egli, quindi, ordinò allo squadrone di tornare in Giamaica. Al loro arrivo, ordinò che i capitani fossero imprigionati, in attesa di un processo della corte marziale.

### Il processo ai capitani
Il contrammiraglio Whetstone tornò a Port Royal, dopo aver trascorso 62 giorni al largo di Hispaniola, e furono fatti i preparativi per il processo. Prima che potesse iniziare, il capitano Thomas Hudson che aveva comandato la HMS Pendennis, morì. I restanti capitani apparvero alla corte marziale che si riunì a bordo della Breda tra il 19 e il 23 ottobre. A causa delle sue ferite, Benbow passò a Whetstone il ruolo di presiedere alla corte, ma era presente al processo. La corte ritenne il capitano Kirkby della HMS Defiance e Cooper Wade della Greenwich colpevoli di violazione degli ordini, negligenza del dovere e li condannò a essere fucilati. John Constable dell'HMS Windsor fu riconosciuto colpevole di violazione degli ordini e ubriachezza e fu degradato. Samuel Vincent della Falmouth e Christopher Fogg della Breda furono inizialmente condannati a essere multati per aver firmato la risoluzione dei sei capitani, ma Benbow dichiarò personalmente che avevano combattuto coraggiosamente, e le loro condanne furono rimesse al Ammiragliato.
Le sentenze furono rinviate in modo che la regina Anna di Gran Bretagna avesse la possibilità di esaminare il procedimento. Dopo il riesame nel gennaio 1703, le condanne furono eseguite e Constable, Kirkby e Wade furono riportati in Inghilterra come prigionieri. Constable fu imprigionato fino al 1704, quando la regina lo perdonò. Kirkby e Wade furono fucilati a bordo della HMS Bristol il 16 aprile 1703, mentre era ancorata a Plymouth Sound sotto il capitano Edward Acton. Le controversie cominciarono lentamente a svilupparsi sugli eventi dell'agosto 1702. I sostenitori di Kirkby e Wade cercarono di screditare Benbow pubblicando il proprio resoconto dell'azione.

### La morte
Benbow morì il 4 novembre 1702. Whetstone riferì che la causa della morte era la ferita della gamba che ricevette in battaglia con Monsieur Du Casse, non essendo mai stata messa alla perfezione, che malattia essendo aggravata dal malcontento della sua mente, lo gettò in una sorta di malinconia che pose fine alla sua vita. Fu sepolto il 16 novembre nella chiesa di Sant'Andrea, Kingston. Una lastra di marmo fu poi posata sopra la tomba, decorata con uno stemma e incisa: 
(Incisione sulla tomba dll'ammiraglio Benbow)
Il segretario di Stato Daniel Finch, VII conte di Winchilsea scrisse a Benbow nel gennaio 1703, prima che la notizia della sua morte giungesse a Londra, per informarlo che la regina è: "estremamente soddisfatta della vostra condotta e molto offesa da quegli ufficiali che vi hanno abbandonato e tradito. Il tutto mentre il Gabinetto di guerra aveva già deciso la sua promozione ad ammiraglio del bianco
La fama di Benbow portò il suo nome ad entrare nella cultura popolare. Un monumento dello scultore John Evan Thomas fu eretto nel 1843 con sottoscrizione pubblica nella chiesa di Santa Maria, Shrewsbury che commemora Benbow come un marinaio abile e audace le cui gesta eroiche a lungo lo hanno reso il vanto della Marina britannica e ancora lo indicano come il Nelson dei suoi tempi. Un vascello da 74 canoni e due navi da battaglia furono denominate HMS Benbow.
Sull'episodio della battaglia nacque anche una celebre canzone diffusa nell'ambiente navale dell'epoca ed in seguito ben due navi da battaglia vennero dedicate al suo nome. Benbow fu ricordato anche dallo scrittore Robert Louis Stevenson che nel suo celebre L'isola del tesoro chiamò la locanda dove vivono Jim Hawkins e sua madre con il nome di Admiral Benbow.